# University of Rwanda

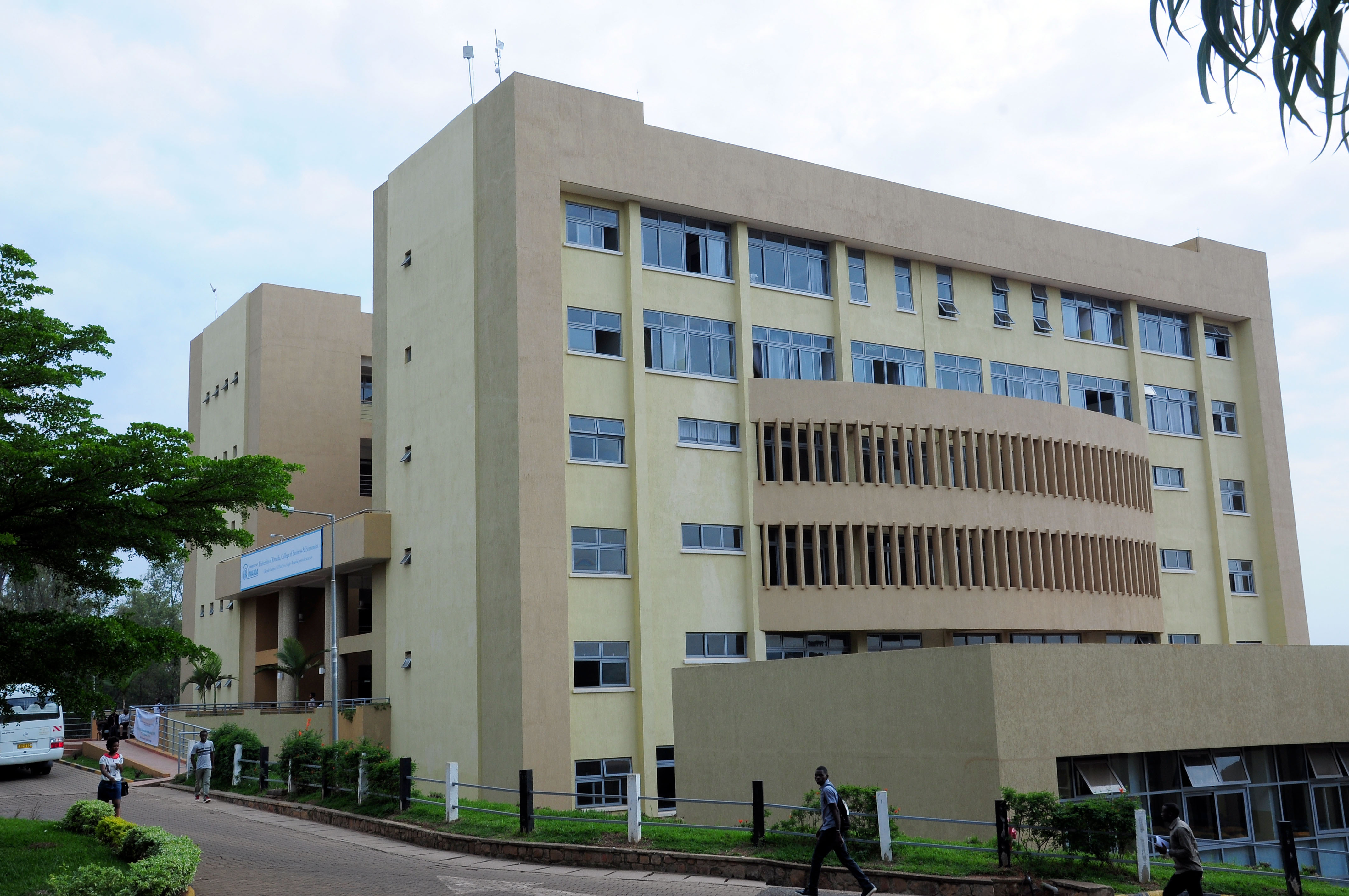
Huvudsäte, Kigali

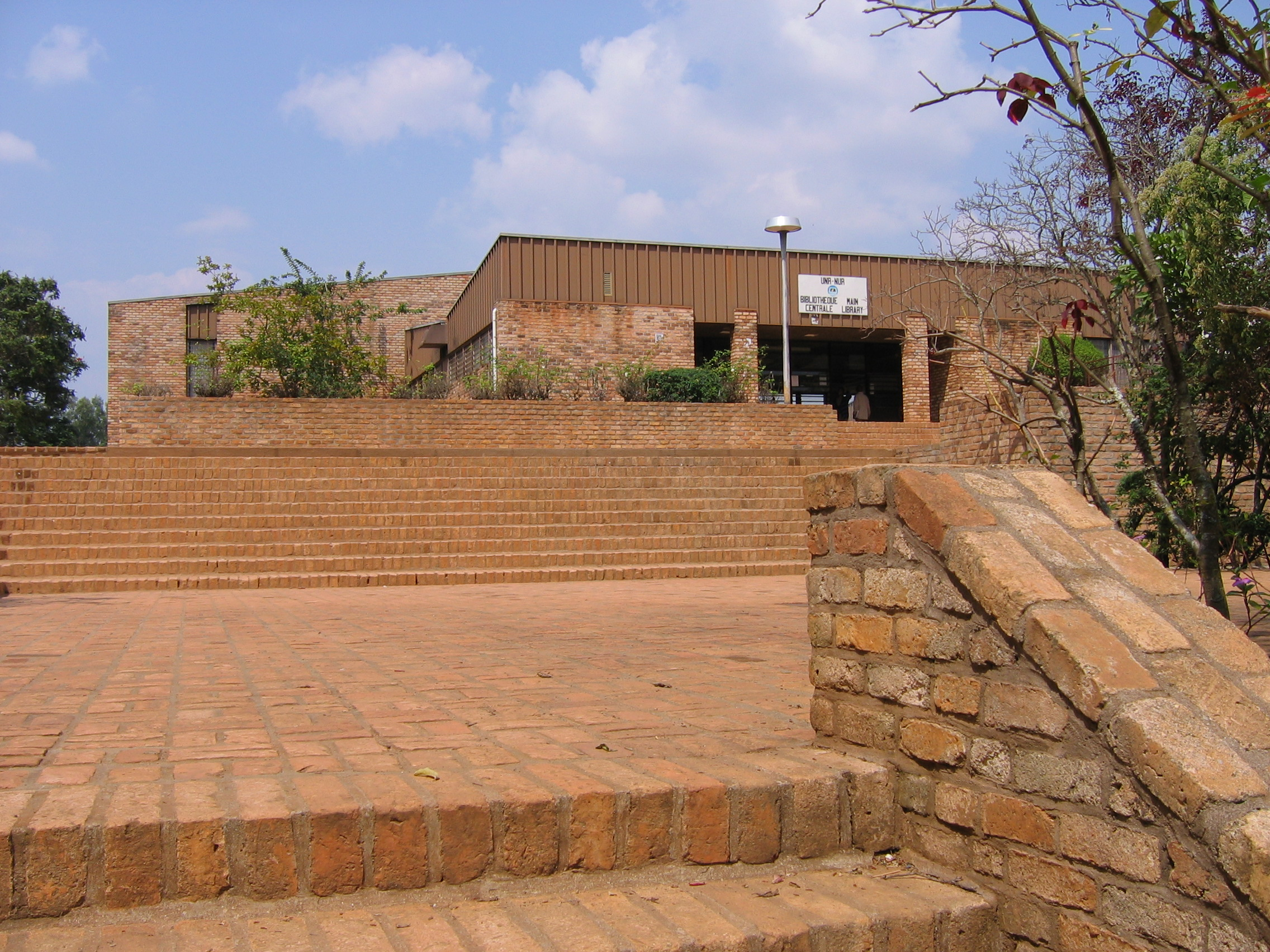
Universitetsbiblioteket, Butare, 2004

University of Rwanda är Rwandas statliga universitet. År 2013 sammanslogs samtliga statliga högre läroanstalter till en enda högskoleorganisation, vilken är organiserad i sex fakulteter och har verksamhet på nio campus på sju orter. Universitets säte finns på Gikondo Campus i Kigali, medan universitetets största campus ligger i Butare. University of Rwanda har sina rötter i National University of Rwanda, som grundades 1963 i Butare. 

## Ingående delar
- National University of Rwanda, Butare
- Kigali Institute of Science and Technology, Kigali
- Kigali Institute of Education, Kigali
- Higher Institute of Agriculture and Animal Husbandry
- School of Finance and Banking, Kigali
- Umutara Polytechnic, Nyagatare
- Kigali Health Institute, Kigali

## Collages
- College of Science and Technology (Nyarugenge, Huye och Nyagatare)
- College of Arts and Sciences
- College of Medicine and Health sciences
- College of Business and Economics (Gikondo Campus, Kigali)
- College of Agriculture and Veterinary medicine
- College of Education

## Lokaler
- Gikondo Campus, Kigali
- Nyarugenge Campus, Kigali
- Huye Campus, Butare
- Busogo Campus. Musanzedistriktet i Norra provinsen
- Nyagatare Campus i Nyagatare i Östra provinsen
- Rusizi Campus i Västra provinsen
- Rukara Campus i Östra provinsen
- Rwamagama Campus i Östra provinsen

## Bildgalleri

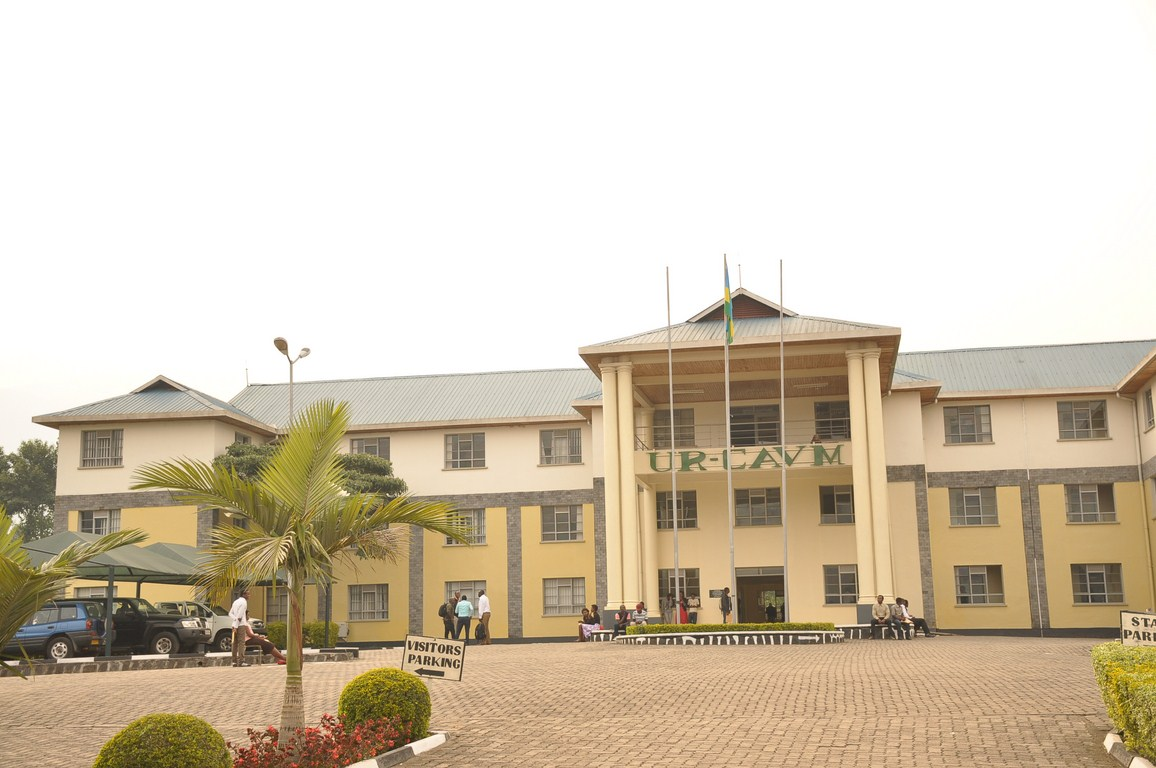
Busogo Campus, Muzansedistriktet, Norra provinsen
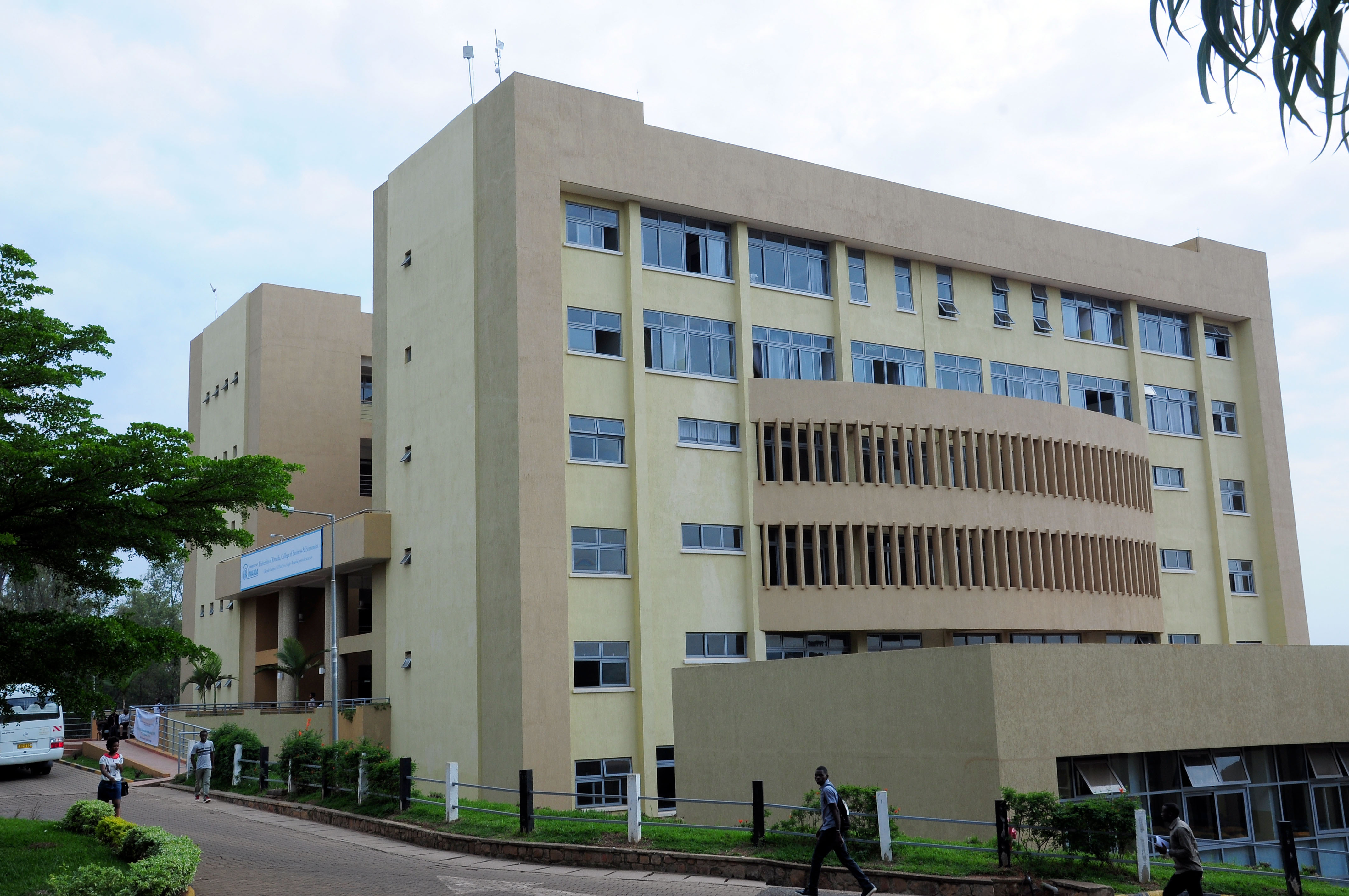
Gikondo Campus, Kigali
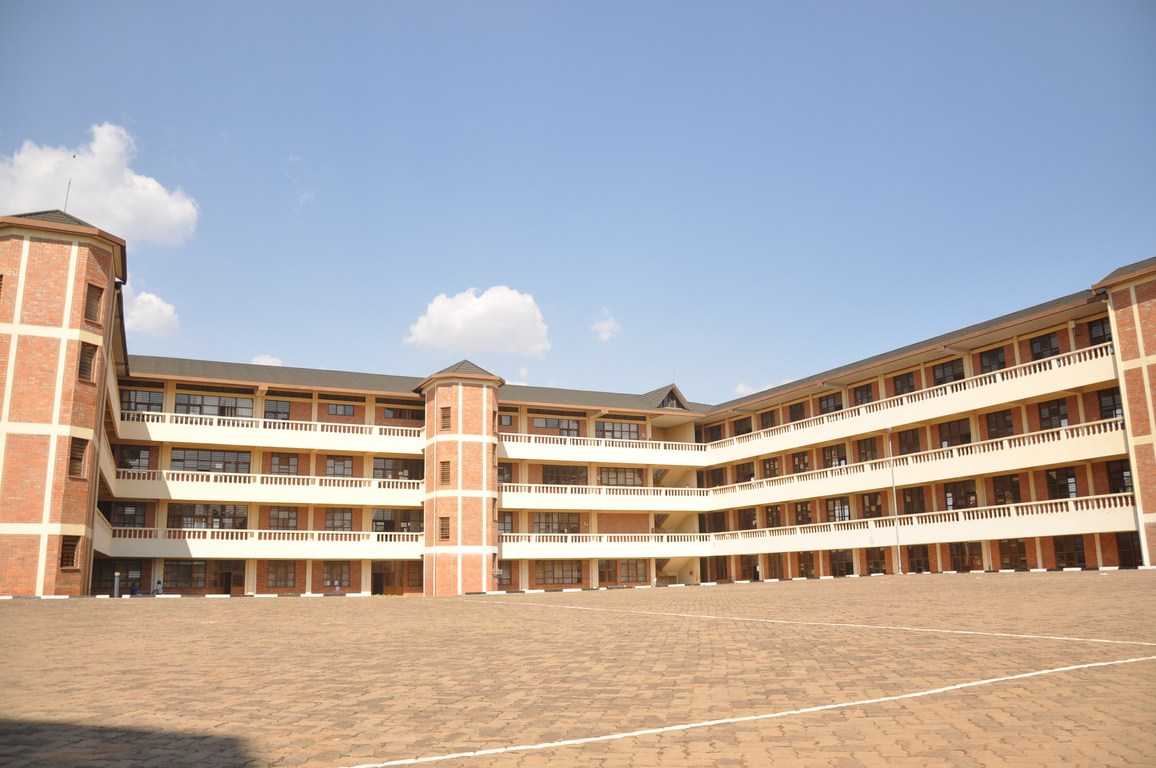
Remera Campus, Kigali
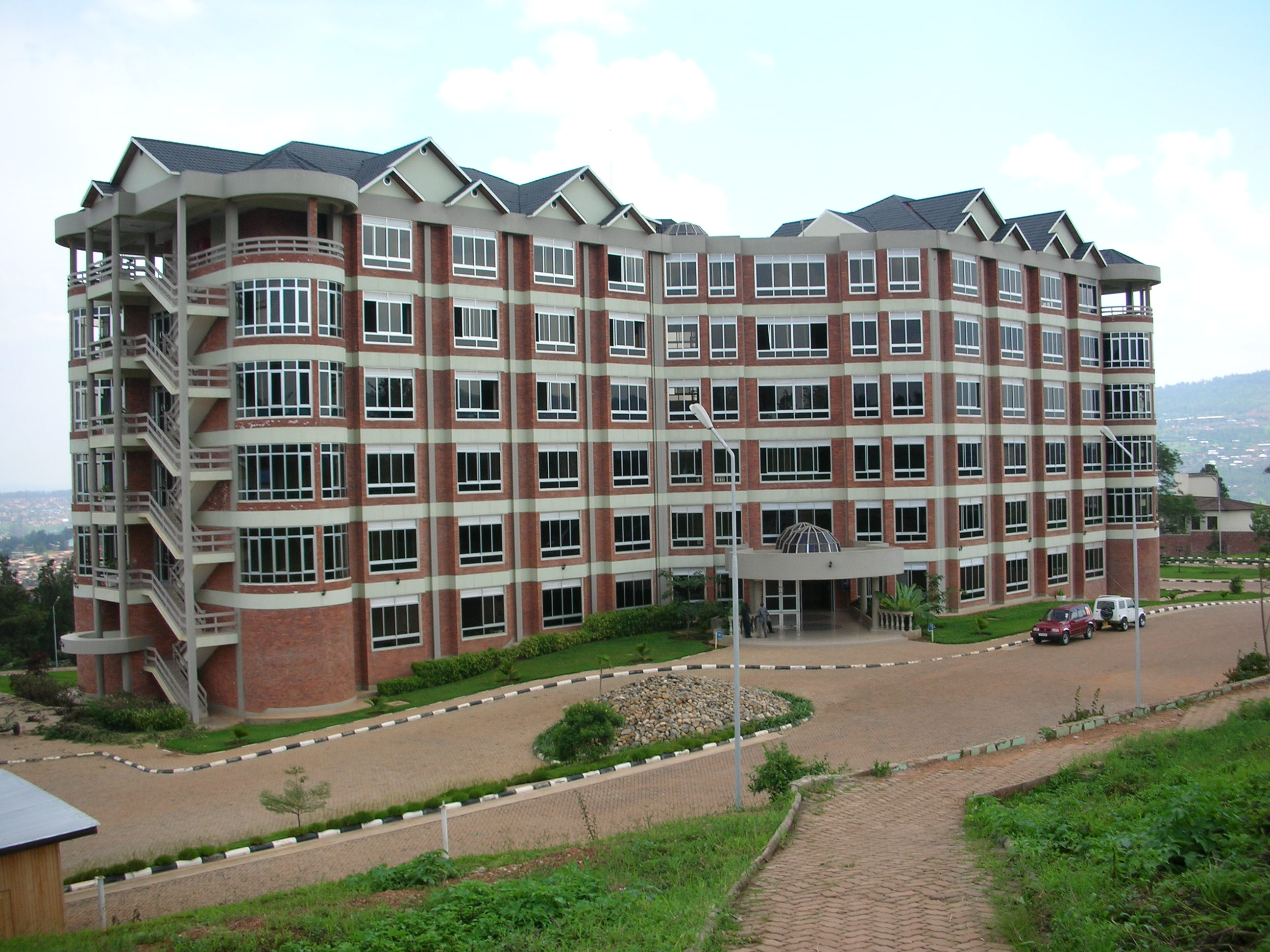
Nyarugenge Campus, Kigali
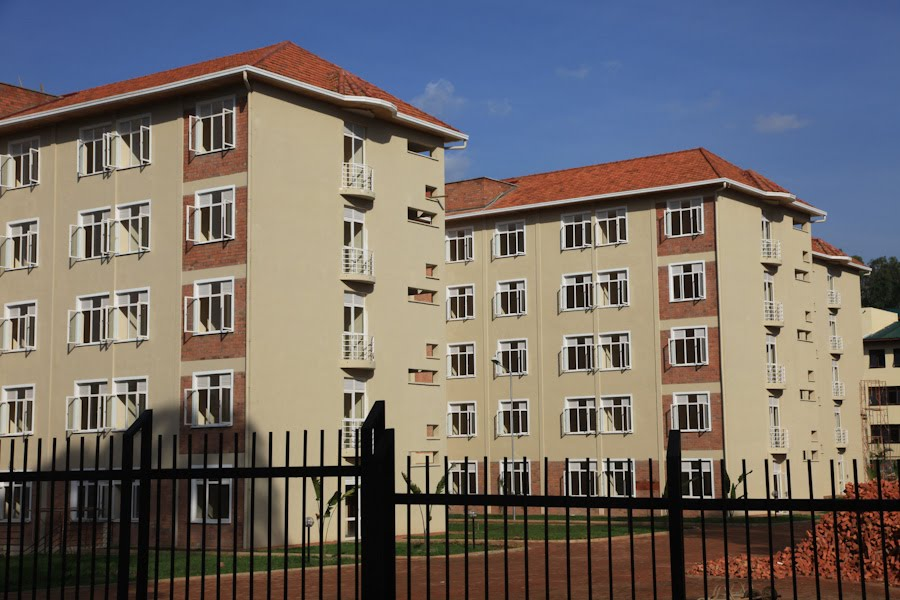
Huye Campus, Butare
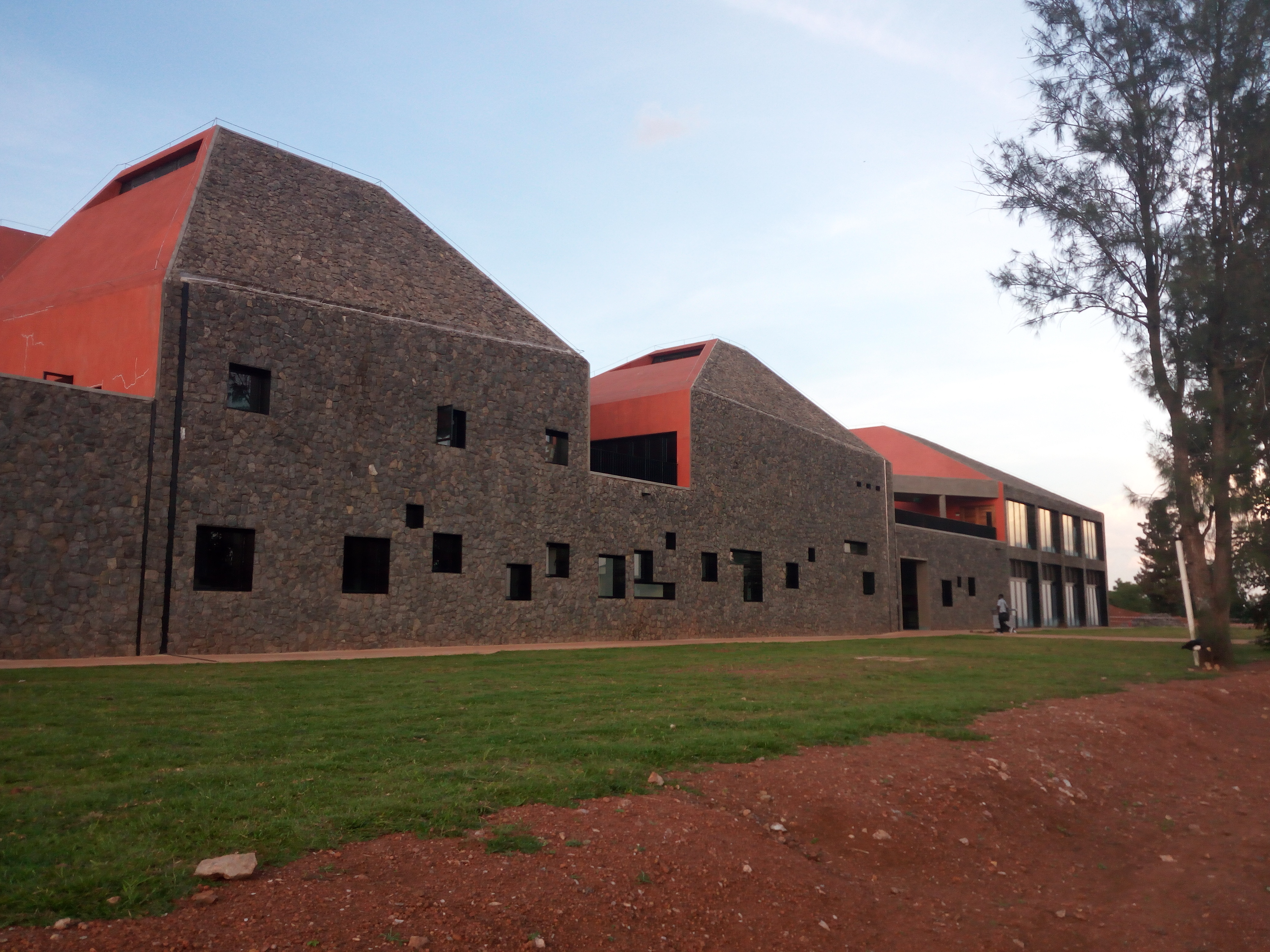
Arkitekturskolan, Kigali